# Longchamp (Vosgi)
Longchamp è un comune francese di 428 abitanti situato nel dipartimento dei Vosgi nella regione del Grand Est.

## Società

### Evoluzione demografica
Abitanti censiti